# Обливання зеленкою

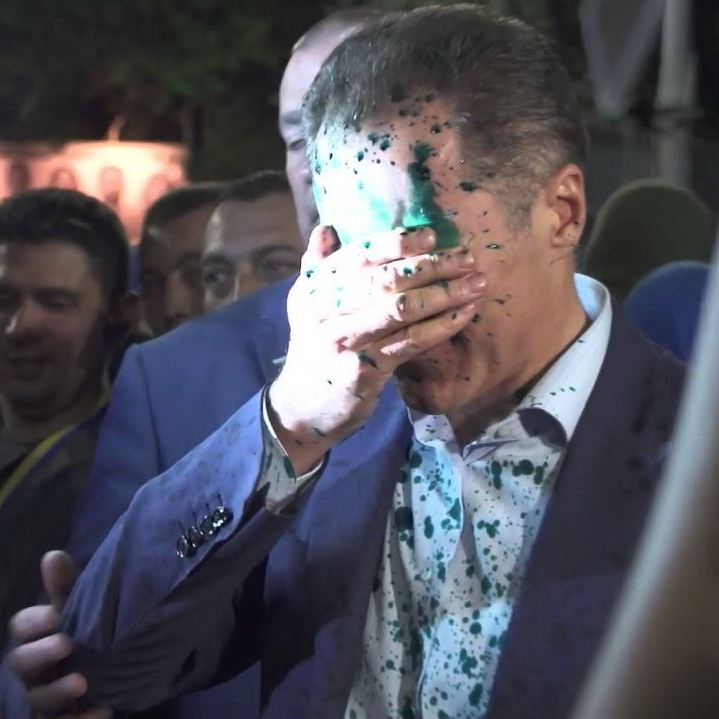
Микола Рудьковський після атаки зеленкою

Обливання зеленкою, атака зеленкою — напад, акт насильства, форма протесту, провокації, що полягає у виливанні розчину зеленки, трифенілметанового антисептичного барвника, на тіло (зазвичай обличчя) жертви. Крім потенційної небезпеки втрати зору, його дуже важко швидко змити; повне природне видалення може тривати до тижня. Даний вид нападу набув популярності в Україні  після 2010 року, об'єктами атаки ставали політики, політичні діячі, проурядові та антиурядові громадські активісти.

## Діамантовий зелений
«Зеленка» — трифенілметановий антисептичний барвник, який широко використовується в медицині в Україні та країнах постСНД. Барвник, який часто використовують як більш м'яку альтернативу йоду, широко доступний у аптеках. Барвник дуже важко змити, він залишає плями, що залишатися протягом кількох днів, і для його повного видалення потрібна кислота. або спиртовмісний розчинник. Однак, якщо зеленка не змішана з іншими речовинами, вона не завдає довгострокової шкоди.

## Поширення явища
Жертвами нападу зеленкою в Україні переважно стають топ-політики та відомі громадські активісти. 
Резонансних нападів зеленкою зазнали:

### Політики
Петро Порошенко, Арсен Аваков, Арсеній Яценюк, Олександр Турчинов, Олег Ляшко, Микола Рудьковський, Сергій Власенко (три рази), Олег Волошин, Михайло Добкін, Наталія Королевська (два рази), Борис Філатов, Олександр Вілкул, Юрій Луценко, Ігор Мірошниченко, Ілля Кива, Сергій Гусовський, Петро Тарасюк, Володимир Скоробагач, Дмитро Корпачов, Олексій Косьмін, Володимир Тичина, Іван Бондарчук, Сергій Козьяков, Олександр Замирайло, Петро Камінський.

### Громадські діячі та інші
Віталій Шабунін, Павло Вишебаба, Олесь Доній, Руслан Коцаба, Тарас Чорновіл, Остап Стахів, Олена Бережна, Никорчук Назар, Віктор Вікарчук, Олександр Таліпов (Крим), Ігор В'юн, водій одеської маршрутки, що відмовився везти ветерана, Валерій Кірсанов (коригувальник градів).